# Antônio Augusto da Silva
Antônio Augusto da Silva (Salvador, 23 de agosto de 1847 – Rio de Janeiro, 25 de janeiro de 1929) foi um político brasileiro.
Comandou o Ministério dos Transportes entre 8 de março de 1902 e 15 de novembro de 1902, no governo de Campos Sales.